# Петар Божиновски
Петар Божиновски Кочо (Битољ, 15. јануар 1920 — Скопље, 26. септембар 1970), учесник Народноослободилачке борбе, потпуковник ЈНА, друштвено-политички радник СР Македоније и народни херој Југославије.

## Биографија
Рођен је 15. јануара 1920. године у Битољу, у сиромашној радничкој породици. После основне школе, завршио је два разреда гимназије. Након тога је изучио кројачки занат, али се запослио у дуванском монополу. Након запослења у монополу, постао је активиста у УРС-овим синдикатима и присуствовао илегалним кружоцима.
Почетком 1941. године примљен је у чланство Савеза комунистичке омладине Југославије, а убрзо после окупације, у Битољу је постао члан Комунистичке партије Југославије. Постао је и члан Месног оперативног штаба у Битољу, на чијем је челу тада био секретар МК КПЈ, Стив Наумов. Петар се с њим договарао око пребацивања бораца из града у партизанске одреде.
Крајем 1941. године, бугарска полиција расписала је потерницу за њим и новчану награду ономе ко га убије или пријави полицији. Због тога је на своју молбу био пребачен у Битољски партизански одред „Пелистер”, 22. априла 1942. године. Петар се у одреду истакао при ослобађању села Смилева 2. августа 1942., у нападу на бугарску полицијску станицу у селу Кажани и у борби на железничкој станици Српци, 15. новембра 1942. године. Тада је био рањен, а током борбе је спасао живот једном рањеном партизану.
Почетком 1943. године, Главни штаб НОВ и ПО Македоније поставио га је за свог курира. Од августа 1943. био је заменик политичког комесара чете у партизанском одреду „Даме Груев“, након чега је од јуна до октобра 1944. био заменик политичког комесара Седме македонске бригаде. У августу 1944. године био је делегат на Првом заседању Антифашистичког собрања народног ослобођења Македоније.
Одмах после ослобођења радио је у Државном секретаријату унутрашњих послова, у чину потпуковника ЈНА, а затим у Управи царина. Преминуо је 26. септембра 1970. године у Скопљу, као помоћник генералног директора ПТТ Македоније.
Носилац је Партизанске споменице 1941. и више југословенских одликовања. Орденом народног хероја одликован је 30. јула 1952. године.